# 典卫
典卫，中国古代官名。
- 三国曹魏、晋朝诸公、侯国所置侍卫官，掌管守卫居宅事。诸王国置典卫，掌王之仪卫、护卫之事。胡三省注《资治通鉴》：“晋制：王国置典书、典祠、典卫、学官令各一人。”南朝宋齐梁陈、北齐都沿袭。北魏只有皇子封国置典卫。北周公府也置典卫。隋代王国、公侯伯子男诸国都置典卫，员额自八人至一人，品级自视正七品至视从八品。唐代时，王国置典卫八人，掌守卫府第、陪从。
- 清代官名。满语名法依旦尼哈番。汉译为“典仪”。为王公府属官员之一种，掌礼节导引。宣统元年（1909年），避溥仪讳，改司仪长为司礼长，典仪为典卫，公主府同。亲王府置六人，世子府五人，郡王府四人，长子府及贝勒、贝子、公府均各三人，官品自从四品至从八品不等。固伦公主府长史、一等护卫各一人，二、三等护卫各二人，典卫二人。和硕公主府司礼长一人，二等护卫二人，三等护卫一人，六、七品典卫各一人。